# 김정훈 (1980년)
김정훈(金楨勳, 1980년 1월 20일~ )은 대한민국의 가수, 배우이다. 2000년에 남성 듀오 그룹 UN(United N-generation)의 멤버로 데뷔하였다. 중국에서는 '찐쩐쒼(金桢勋)', 일본에서는 '존훈(John-Hoon)'이라는 이름으로 활동하고 있다.

## 학력
- 촉석초등학교(졸업)
- 진주중학교(졸업)
- 진주동명고등학교(졸업)
- 서울대학교 치의예과 중퇴(1998년~2003년)[2][3]
- 중앙대학교 연극영화학과 (졸업) (2005년 편입, 2009년 학사)[4][5]

## 약력

### 캐스팅
김정훈은 어린 시절부터 수학과 과학에 대한 관심이 많았고, 우주과학이나 순수과학을 좋아해 대학 진학 역시 자연과학부를 원했지만, 안정적인 전문직을 원한 부모님과 주변 지인들의 권유로 서울대학교 치의예과에 진학했다. 하지만 학과 공부가 맞지 않아 방황하며 고민하던 차 학교 근처의 막걸리집에서 선배들에게 조언을 듣던 중에 우연히 소속사 관계자에게 눈에 띄어 캐스팅 되었다.

### 가수 활동
UN(유엔) 시절
김정훈은 2000년 7월 최정원과 함께 남성 듀오 그룹 유엔의 멤버로 1집 앨범 타이틀곡 《보이스 메일》을 발표하며 데뷔해 활동을 시작했다. 유엔은 《평생》, 《파도》, 《선물》, 《나의 사랑 나의 신부》, 《미라클》, 《Crazy For You》, 《유리》, 《허니문》,《그녀에게》 등의 히트곡을 발표하며 대중들에게 많은 사랑을 받았으며, 2005년 9월에 5집 앨범을 마지막으로 공식적으로 해체되었다. 2006년에는 베스트 앨범 《Good Bye & Best》을 발표했다.

### 솔로 활동
김정훈은 가수 시절부터 연기 활동에 많은 관심을 보여온 것으로 알려졌으며, 단막극이나 버라이어티 속 드라마에 출연을 했었다. 2004년 영화《DMZ 비무장지대》에 출연하며 연기자로 데뷔했고, 2005년 초 출연한 MBC 단막극 《한뼘 드라마 - 한밤의 티파니》에서 황인뢰 PD와 첫 인연을 맺은 이후, 2006년에 MBC 드라마 《궁》에 출연하며 국내 뿐만 아니라 일본, 중국 등에서도 많은 인기를 끌며 한류 스타로 발돋움 했다.
김정훈은 2007년 SBS 드라마 《마녀유희》이후, 여러장의 음반을 발표하며 거의 일본에서 활동을 한 2007년, 2008년에는 후지 TV 《타케시의 고마네치 대학 수학과》에 한국 대표로 출전해 2년 연속 우승을 차지하며 많은 화제를 모았다. 2009년 4월에 한국에서 첫 솔로 앨범을 발표한 김정훈은 2009년 4월 28일, 현역으로 군대에 입대했다. 경기도 의정부시 306보충대, 강원도 철원군 6사단 GOP, 6사단 군악대, 국방부 홍보지원대에서 1년 10개월의 군생활을 마친 후 2011년 2월 28일에 전역했다. 2011년 tvN 드라마 《로맨스가 필요해》로 연기자로 복귀하였고, SBS 드라마 《바보엄마》(2012년), JTBC 드라마 《그녀의 신화》(2013년)에 출연했다.
김정훈은 2012년 《캐치 미 이프 유 캔》에서 천재적인 사기꾼 프랭크 역할을 맡아 뮤지컬에 첫 도전하였다. 또한 일본 외에도 중국으로 활동 영역을 넓혀 비비안 수와 드라마 《연애병법》(2008년)에 출연했고, 중국 영화 《벽루천》(2011년), 《점기각첨문도애》(2013년)에 출연했다.
2014년에는 tvN 《더 지니어스3-블랙가넷》에서 오랜만에 국내 방송의 예능에 출연했다.
2016년에는 tvN의 새 예능프로그램인 《아버지와 나》에 출연을 확정하고 현재 뉴질랜드에서 촬영을 하고 있다.
그는 5월 13일 개최되는 가수 김현성과의 조인트 콘서트에서 자신의 새 디지털 싱글 앨범인 'Marry me, Marry U' 무대를 최초로 공개할 예정이다. 특히 이날 공연에서는 레인보우의 보컬 조현영이 듀엣 호흡을 맞출 것으로 알려져 있다.

논란
2023년 1월 18일 법원에 따르면 서울중앙지법 민사90단독 김현석 부장판사는 김정훈이 전 연인을 상대로 1억원 규모의 손해배상 청구소송 1심에서 최근 원고 패소 판결했다. 앞서 김씨는 2020년 9월 "전 연인이 임신한 사실로 여러 차례 협박했다"며 "전 연인과 연락을 두절하거나 임신중절을 강요했다는 허위사실을 유포, 또는 언론사에 제보해 명예를 훼손했다" 소송을 제기한 바 있다.

## 출연 작품

### 드라마
| 연도   | 방송사           | 제목                                      | 역할            | 참고             |
| ------ | ---------------- | ----------------------------------------- | --------------- | ---------------- |
| 2002년 | SBS              | 《오렌지》                                | 김정훈          | 시트콤           |
| 2004년 | SBS              | 《혼자가 아니야》                         | 본인            | 시트콤, 특별출연 |
| 2004년 | SBS              | 《오픈드라마 남과 여 - 대신 선보는 여자》 | 지훈            | 단막극           |
| 2005년 | MBC              | 《뉴논스톱5》                             | 김정훈          | 시트콤, 특별출연 |
| 2005년 | 후지TV           | 《약속》                                  | 정성우          | 일본 드라마      |
| 2005년 | MBC              | 《한뼘드라마 - 한밤의 티파티》            |                 | 단막극           |
| 2006년 | MBC              | 《궁》                                    | 이율            | 24부작           |
| 2006년 | KBS              | 《드라마시티 - 안개시정거리》             | 윤수            | 단막극           |
| 2007년 | SBS              | 《마녀유희》                              | 유준하          | 16부작           |
| 2008년 | 후난위성텔레비전 | 《연애병법》                              | 김정호          | 중국 드라마      |
| 2011년 | tvN              | 《로맨스가 필요해》                       | 김성수          | 16부작           |
| 2012년 | SBS              | 《바보엄마》                              | 이제하          | 20부작           |
| 2012년 | 일본 MBS         | 《RUN60》                                 | '피에로' 박홍만 | 일본 드라마      |
| 2013년 | JTBC             | 《그녀의 신화》                           | 도진후          | 20부작           |
| 2013년 | 중국 산시위성TV  | 《점기각첨문도애》                        | 원칭야오        | 중국 드라마      |
| 2015년 | SBS              | 《심야식당》                              | 현성            | 특별출연         |
| 2015년 | SBS              | 《마녀의 성》                             | 공준영          | 특별출연         |
| 2015년 | KBS1             | KBS 웹드라마 스페셜 - 미싱코리아          | 김정훈          | 웹드라마         |
| 2016년 | MBC              | 다시 시작해                               | 하성재          | 121부작          |
| 2016년 | 후난위성텔레비전 | 《무신 조자룡》                           | 고칙            | 중국 드라마      |

### 영화
| 연도   | 제목                                 | 역할          | 참고                                    |
| ------ | ------------------------------------ | ------------- | --------------------------------------- |
| 2004년 | 《DMZ, 비무장지대》                  | 김지훈 일병   |                                         |
| 2004년 | 《까불지마》                         | 권명석        |                                         |
| 2010년 | 《카페 서울》                        | 김상혁        | 한일 합작 영화                          |
| 2010년 | 《60년 전, 사선에서》                | 내레이션      | 다큐멘터리 영화                         |
| 2011년 | 《벽루천》                           | 지귀          | '2011경주세계문화엑스포' 홍보 입체 영화 |
| 2011년 | 《결정적 한방》                      | 이수현        |                                         |
| 2012년 | 《미스터 정훈!! 내 스타는 치킨맨!?》 | 정훈          | 일본 단편 영화                          |
| 2014년 | 《들개들》                           | 소유준        |                                         |
| 2014년 | 《아빠의 휴가》                      | 형사 (카메오) | 중국 영화                               |
| 2015년 | 《눈물이여! 달을 밝혀라》            |               |                                         |

### 뮤지컬
- 2012년 《캐치 미 이프 유 캔》 - 프랭크 역[29]

## 기타 출연

### 뮤직비디오
- 2003년 김현성 - 행복
- 2006년 란 - 멍하니

### 라디오 프로그램
DJ
- 2003년~2004년 KBS2라디오 《UN김정훈의 FM인기가요》
- 2009년~2010년 국군방송 FM 《김정훈의 보이스메일》[30]

게스트
- 2005년 KBS 2FM 《이금희의 가요산책》
- 2005년 KBS 해피FM 《이소라의 밤을 잊은 그대에게》
- 2005년 SBS 파워FM 《정지영의 스위트 뮤직박스》
- 2014년 KBS 2FM 《이소라의 가요광장》
- 2014년 SBS 파워FM 《박소현의 러브게임》

### 방송
MC
- 2002년 SBS 《생방송 인기가요》[31]
- 2003년 KBS2 《게임 스테이션》
- 2003년 KBS2 《쇼 파워비디오》 - MC[32]
- 2006년 Mnet 《Mnet재팬 개국기념 특집쇼 - 엠! 카운트다운 인 재팬》
- 2006년 Mnet 《결식아동돕기 대규모 자선 콘서트》
- 2011년 Mnet 재팬 《M-STUDIO》[33]
- 2011년 일본 BS후지 《GAON MONTHKY COUNTDOWN》[34]
- 2012년 일본 후지TV 《최신 K팝 랭킹 가온 TV》(한국가요순위프로그램)[35]

고정 게스트
- 2014년 tvN 《더 지니어스: 블랙가넷》
- 2015년 JTBC 《학교 다녀오겠습니다》
- 2016년 tvN 《아버지와 나》
- 2018년 TV조선 《연애의 맛》

게스트
- 2000년 KBS2 《서세원쇼 - 토크박스》
- 2000년 SBS 《이홍렬쇼 - 명랑 백일장》
- 2000년~2001년 MBC 《목표달성! 토요일 - 스타 서바이벌 동고동락 1기》
- 2001년 KBS2 《슈퍼TV 일요일은 즐거워 - 출발 드림팀》
- 2001년 KBS1 《가족오락관》
- 2001년 SBS 《초특급 일요일 만세 - 친구에게 무슨 일이》
- 2001년 MBC 《전파견문록 - 퀴즈! 순수의 시대》
- 2001년 SBS 《기분좋은 밤 - 랭크실험실》
- 2002년 SBS 《설특집 도전 천곡》
- 2002년 MBC 《강호동의 천생연분》
- 2002년 KBS2 《스타집현전》
- 2002년, 2003년 MBC 《일요일 일요일 밤에 - 브레인 서바이버》
- 2003년 SBS 《설특집 폭소열창 가요제》
- 2003년 KBS2 《슈퍼TV 일요일은 즐거워 - 촛불의 제왕》
- 2003년 SBS 《신동엽, 남희석의 맨투맨》
- 2003년 KBS2 《자유선언 토요대작전 - 산장미팅 장미의 전쟁》
- 2003년 KBS2 《특별한 식탁》
- 2003년 KBS2 《자유선언 토요대작전 - 화해대작전 아이러브패밀리》
- 2003년 KBS2 《야!한밤에 - 신 진실 혹은 대담》
- 2003년 KBS2 《야!한밤에 - 보고싶다 친구야》
- 2003년 SBS 《뷰티풀 선데이 - 스타대격돌》
- 2003년 KBS2 《개그콘서트 200회 특집 - 봉숭아학당 2003》
- 2003년 SBS 《보야르 원정대》
- 2003년 KBS2 《슈퍼 TV 일요일은 즐거워 - '출발! 드림팀》
- 2003년 SBS 《콜럼버스 대발견 - 스타 아이디어》
- 2003년 SBS 《미소가 있는 TV - 미소카메라》
- 2003년 KBS2 《해피투게더 - 쟁반노래방》
- 2003년 MBC 《찾아라 맛있는TV - 스타맛집》
- 2004년 SBS 《야심만만》
- 2004년 SBS 《일요일이 좋다 - 실제상황 토요일 X맨》
- 2004년 KBS2 《로그인(人) - 내 친구를 소개합니다》
- 2004년 KBS2 《TV는 사랑을 싣고》
- 2005년 SBS 《김용만, 신동엽의 즐겨찾기》
- 2005년 SBS 《결정 맛대맛》
- 2005년 KBS2 《스타 골든벨》
- 2005년 KBS2 《상반기 결산 여름 특집 스타 골든벨》
- 2005년 SBS 《실제상황 토요일 - 리얼로망스 연애편지》
- 2005년 KBS2 《비타민》
- 2005년 SBS 《진실게임》
- 2005년 KBS2 《해피투게더-프렌즈》
- 2005년 SBS 《생방송 토커넷쇼》
- 2005년 SBS 《솔로몬의 선택》
- 2005년 SBS 《일요일이 좋다 - 반전드라마 '종손 길들이기'》
- 2011년 SBS 《강심장》
- 2015년 JTBC 《마녀사냥》
- 2015년 MBC 《세바퀴》
- 2016년 MBC 《미스터리 음악쇼 복면가왕》 - 꽃을 쓴 남자
- 2016년 KBS2 《안녕하세요》
- 2017년 tvN 《뇌섹시대 - 문제적 남자》
- 2017년 MBC 《라디오스타》

#### 교양
게스트
- 2007년, 2008년 일본 후지 TV 《타케시의 고마네치 대학 수학과》
- 2012년 YTN 《뉴스앤이슈-이슈앤피플》
- 2012년 tvN 《백지연의 피플인사이드》
- 2012년 중국 공영 CCTV9 한·중 수교 20주년 기념 다큐멘터리 《한강의 기적-무형의 손》[36]
- 2014년 SBS 《금요일엔 수다다》

## 홍보대사
- 2003년 UN(국제연합) 홍보대사
- 2005년 '코리아 드라마 페스티벌 2005' 홍보대사[37]
- 2006년 제10회 서울국제만화애니메이션페스티벌(SICAF) 홍보대사
- 2007년 국제방송영상견본시(STVF 2007) 한국 드라마 홍보대사[38]

## 음반 목록

### UN(유엔)
- 2000년 1집 United N-Generation
- 2001년 2집 Traveling You
- 2002년 3집 Extreme Happiness 3
- 2003년 3.5집 (Sweet & Strong) : Kim Jung Hoon + Choi Jung Won
- 2004년 4집 Reunion
- 2005년 5집 Seventy Five Centimeter
- 2005년 어쩌면 (싱글)
- 2006년 베스트 앨범 Good Bye & Best

### 솔로

#### 미니 음반
- 5 Stella Lights (2006년 10월 25일)
- First Mini Album (2009.09.01)
- Present (2011.04.08)
- 나의 이야기 (2012.10.12)
- 5091 (2014.07.03)
- 記憶の香り (2017년 7월 26일)

#### 싱글
- SAD SONG (2007년 2월 28일)
- 僕は君を愛してる (나는 너를 사랑한다) (2007년 5월 16일)
- 君に出会った日から (너를 만났던 날부터) (2007년 9월 5일)
- サクラTEARS (벚꽃TEARS) (2008년 2월 20일)
- 君を守りたい (널 지키고 싶어) (2008년 7월 16일)
- You are not alone (2008년 10월 1일)
- Blue Moon (2009년 7월 1일)
- Rainy Flash (2010년 1월 20일)
- アルデンテ (아르덴테) (2010년 8월 18일)
- Message (2012년 10월 31일)
- 幸福 (행복) (2012년 11월 11일)
- 二人記念日 (2013년 1월 16일)
- 春恋 (2013년 4월 3일)
- John Hoon - Do My Best (2014년 7월 16일)
- Special Day (2015년 1월 21일)
- 春風 (2016년 4월 6일)
- Marry Me, Marry You (2016년 5월 6일)
- Prologue ~ 戀を呼ふ唄~ (2017년 1월 25일)

#### 정규 음반
- 僕たち いつかまた…～ETERNITY～ (우리 언젠가 다시...~ETERNITY~) (2007년 10월 17일)
- 今日も新しい夢を見る (오늘도 새로운 꿈을 꾼다) (2008년 11월 5일)
- 待 (기다림) (2010년 11월 17일)
- Voice (2012년 5월 23일)
- Voice 2 (2012년 10월 31일)
- Love X Best (2014년 1월 29일)

#### O.S.T. 참여
- 2008년 《연애병법》 O.S.T Love Theme - Love Theme (一起走) (With 비비안 수)
- 2011년 《로맨스 필요해》 O.S.T Part1 - 애교(Duet 조여정)
- 2011년 《로맨스 필요해》 O.S.T Part4 - 후애
- 2012년 《자체발광 그녀》 O.S.T Part1 - 다시
- 2012년 《바보엄마》 O.S.T Part2 - 흔한 사람
- 2013년 《그녀의 신화》 O.S.T - 난 그대 하나만 곁에 있으면
- 2016년 《武神趙子龍》 O.S.T - 英雄(영응)

#### DVD
- 2007년 4월 11일 《5 Stella Lights in Stellar Ball》
- 2008년 3월 19일 《Japan 1st Tour 2007》
- 2009년 3월 4일 《The John Hoon Show》
- 2007년 2월 18일 《John Hoon Clips》
- 2009년 9월 16일 《John-Hoon TV》(포니캐년)[39]
- 2009년 11월 6일 《Secret Diary by John Hoon (Vol 1 & 2)》
- 2011년 11월 16일 《Love...ing with John Hoon》
- 2011년 11월 16일 《 Kim Jeong Hoon 2012 Season's Greeting》
- 2012년 1월 18일 《Reunion John Hoon》
- 2012년 4월 25일 《John Hoon's Diary 2012 ~ SA. I. KA . I 》
- 2012년 9월 15일 《Making Memories with John Jon ~ TOWA 2012》
- 2012년 10월 31일 《The First Love in Luxemburg 》
- 2013년 1월 16일 《John Hoon's Real Voice / Chicken 男》
- 2013년 4월 3일 《The Mobius Strip Tour in Japan》

## 수상
- 2001년 서울시 치과의사회 제56회 구강보건주간 기념 '건강치아 연예인' 선정[40]
- 2001년 SBS 가요대전 인기상
- 2001년 KMTV 가요대상 본상
- 2002년 SBS 가요대전 발라드부문상
- 2003년 SBS 가요대전 프로듀서상
- 2004년 KBS 가요대상 올해의 가수상(본상)
- 2008년 서울시 한류페스티벌 공로상[41]